# فرانز انطوان
فرانز انطوان (بالألمانية: Franz Antoine)‏ (و. 1815 – 1886 م) هو عالم نبات، وحدائقي، ومصور من النمسا . ولد في فيينا .
توفي في فيينا ، عن عمر يناهز 71 عاماً.